# 1910 à Paris
 Chronologie de l'histoire de Paris
- 1906
- 1907
- 1908
- 1909
- 1910
- 1911
- 1912
- 1913
- 1914

Cette page concerne l'année 1910 du calendrier grégorien.

## Chronologie

### Janvier 1910
- 28 janvier : la crue de la Seine de 1910 atteint son maximum : 8,62 mètres sur l'échelle hydrométrique du pont d'Austerlitz

### Février 1910
- x

### Mars 1910
- x

### Avril 1910
- x

### Mai 1910
- x

### Juin 1910
- Naissance à Paris du peintre illustrateur graveur René-William Thomas.

### Août 1910
- x

### Septembre 1910
- x

### Octobre 1910
- x

### Novembre 1910
- x

### Décembre 1910
- x